# Ipomoea tenuipes

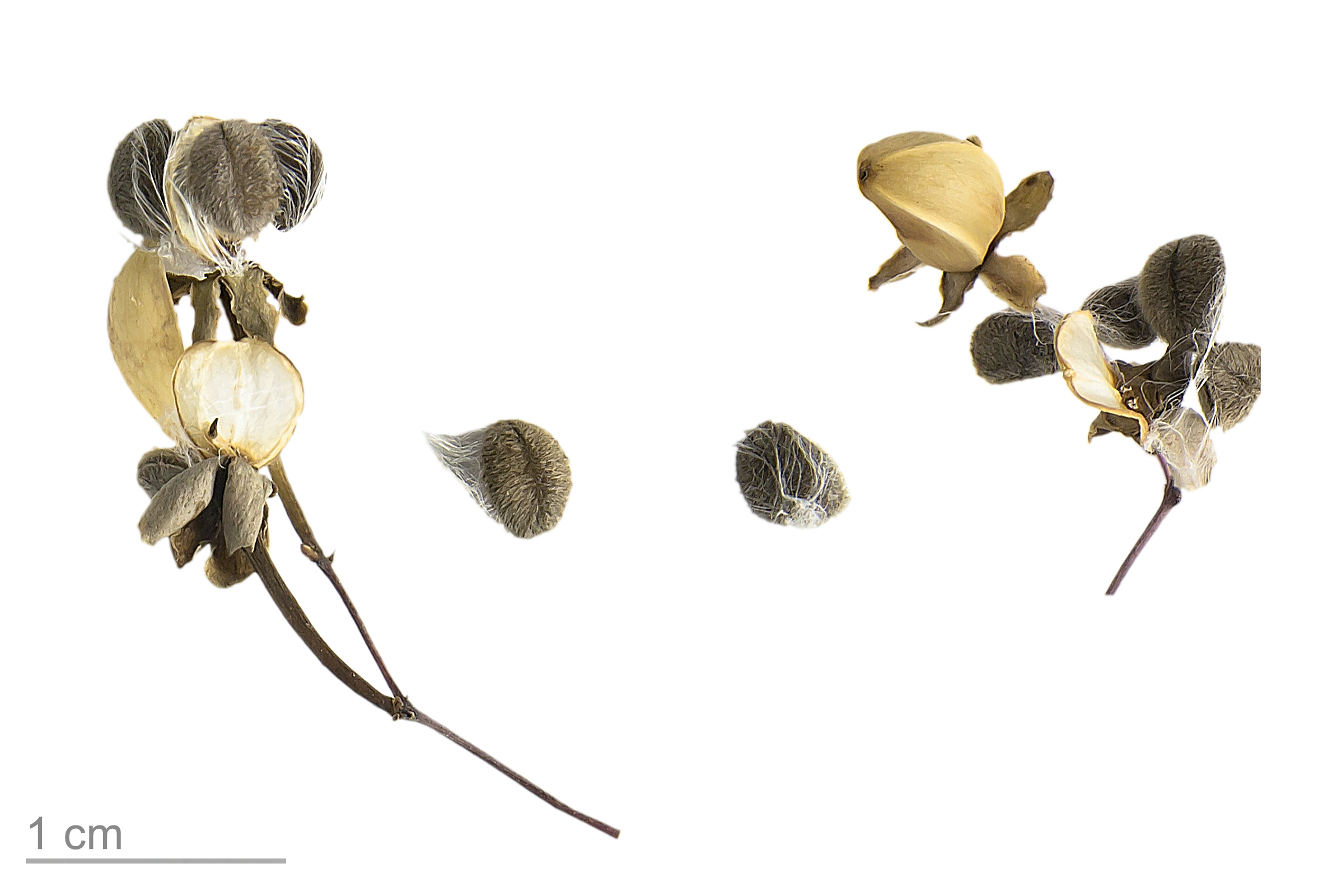
Ipomoea tenuipes

Ipomoea tenuipes är en vindeväxtart som beskrevs av Bernard Verdcourt. Ipomoea tenuipes ingår i släktet praktvindor, och familjen vindeväxter. Inga underarter finns listade i Catalogue of Life.